# Silene
Silene és un gènere de plantes amb flor de la família de les cariofil·làcies. El gènere Silene està estretament emparentat amb el gènere Lychnis. Silene, el nom llatí del gènere, prové de la paraula "Silè", personatge de la mitologia grega que es representa sempre amb el ventre gros i fa referència al calze inflat de les flors. L'espècie més coneguda són els colitxos, colissos, esclafidors o petonets.

## Taxonomia
Hi ha uns tres centenars d'espècies, entre elles:
- Silene acaulis
- Silene apetala (sin. Silene decipiens)
- Silene biafrae
- Silene cambessedesii
- Silene cerastoides (sin. Silene sclerocarpa)
- Silene ciliata
- Silene colorata - silene acolorida
- Silene conica
- Silene conoidea
- Silene coronaria
- Silene cretica
- Silene dichotoma
- Silene diclinis - esclafidor rosat, ull de perdiu
- Silene dioica
- Silene fernandezii
- Silene gallica
- Silene gazulensis
- Silene hicesiae
- Silene hifacensis
- Silene inaperta
- Silene italica
- Silene laciniata
- Silene latifolia - alfàbrega de ca, melandri blanc
- Silene legionensis
- Silene maritima
- Silene mellifera
- Silene mollissima
- Silene muscipula
- Silene niceensis
- Silene noctiflora
- Silene nocturna
- Silene nutans
- Silene otites
- Silene pseudoatocion
- Silene ramosissima
- Silene regia
- Silene rubella
- Silene rupestris
- Silene saxifraga - herba pedrera, salsufragi
- Silene secundiflora
- Silene sedoides
- Silene stellata
- Silene stenophylla
- Silene suecica
- Silene uniflora
- Silene villosa
- Silene virginica
- Silene viscosa
- Silene vulgaris - colitxos
- Silene wahlbergella

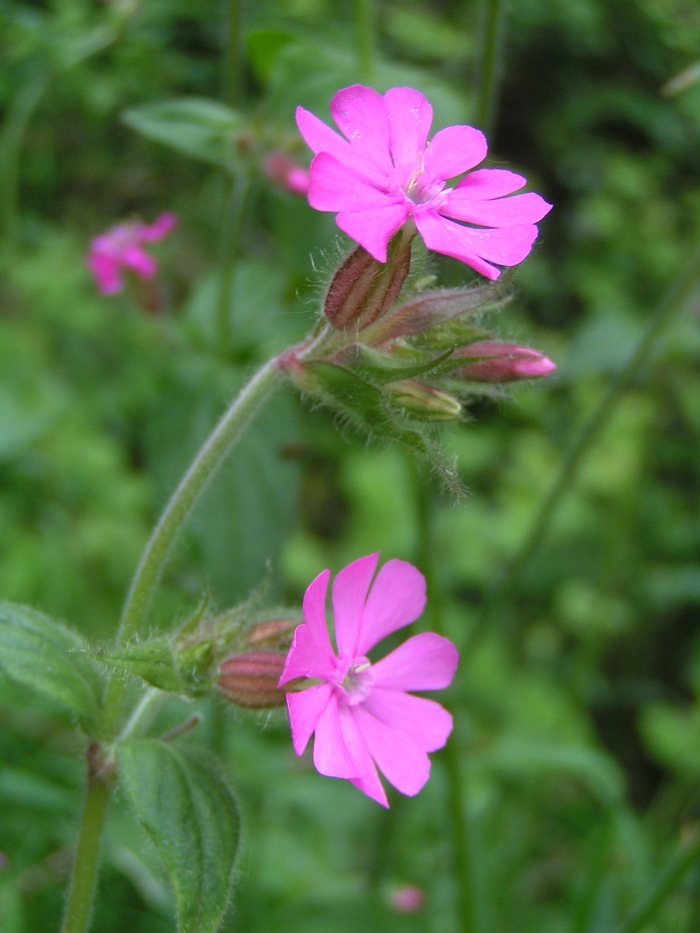
Silene dioica
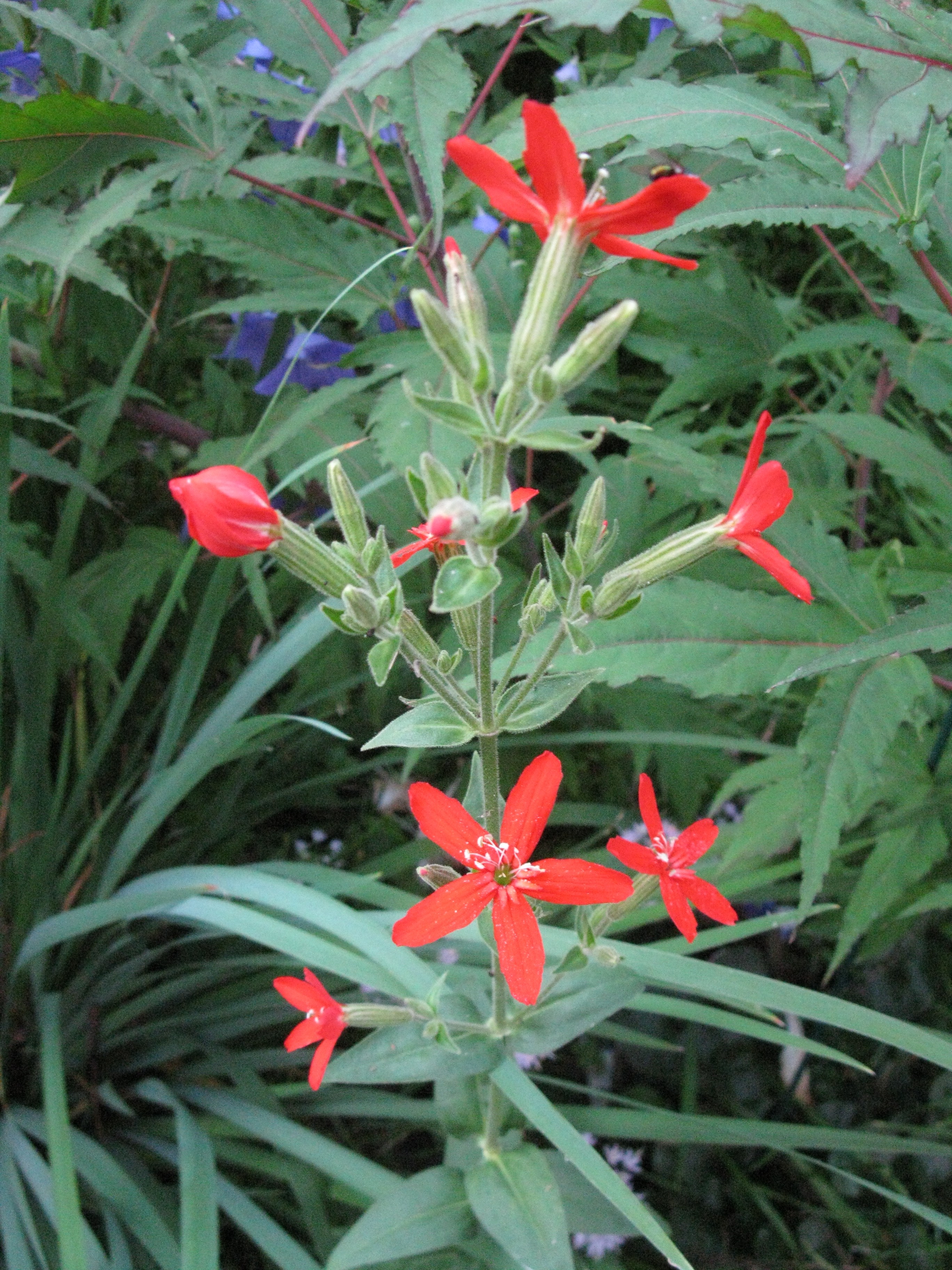
Silene regia var. 'Prairie Fire'
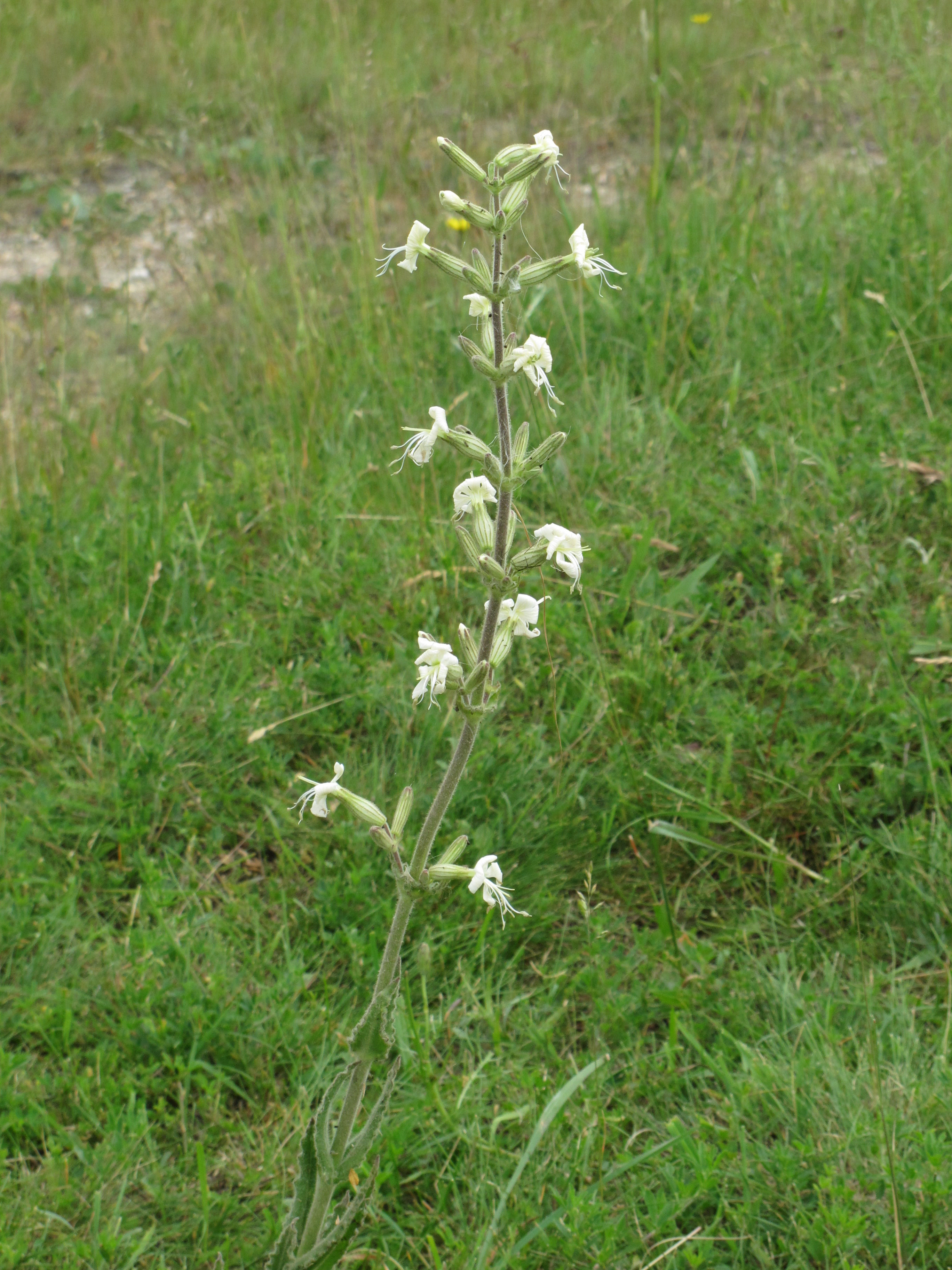
Silene viscosa